# Žofina Huť
Žofina Huť (německy Sophienwald) je malá vesnice, část obce Nová Ves nad Lužnicí v okrese Jindřichův Hradec v Jihočeském kraji, v oblasti Západního Vitorazska. Nachází se dva kilometry jihozápadně od Nové Vsi nad Lužnicí. Je zde evidováno 22 adres. V roce 2011 zde trvale žilo 56 obyvatel.
Žofina Huť leží v katastrálním území Nová Ves nad Lužnicí o výměře 15,7 km².

## Historie
První písemná zmínka o vesnici pochází z roku 1791. Ves se původně jmenovala Forchenwalde. V polovině 19. stol. zde Carl Anton Stölzle postavil sklářskou huť a na počest hraběnky Žofie z Fürstenbergu ji nazval Žofina Huť; sklárna zanikla v roce 1931.

## Přírodní poměry
Severovýchodně od vesnice leží přírodní památka a evropsky významná lokalita Žofina Huť.

## Obyvatelstvo
| Rok            | 1869 | 1880 | 1890 | 1900 | 1910 | 1921 | 1930 | 1950 | 1961 | 1970 | 1980 | 1991 | 2001 | 2011 | 2021 |
| -------------- | ---- | ---- | ---- | ---- | ---- | ---- | ---- | ---- | ---- | ---- | ---- | ---- | ---- | ---- | ---- |
| Počet obyvatel | 191  | 205  | 250  | 266  | 290  | 247  | 199  | 57   | 93   | 91   | 74   | 73   | 71   | 56   | 35   |
| Počet domů     | 15   | 16   | 16   | 20   | 24   | 24   | 25   | 25   | 22   | 22   | 18   | 21   | 22   | 21   | 21   |

## Obecní správa
Při sčítání lidu v letech 1850–1979 Žofina Huť byla osadou obce Nová Ves nad Lužnicí, se kterým patřila nejprve do okresu Waidhofen an der Thaya, ale od 1. října 1899 do 30. července 1920 v okrese Gmünd, posléze od 31. července 1920 do 10. dubna 1960 v okrese Třeboň a od 11. dubna 1960 v okrese Jindřichův Hradec. Od 1. ledna 1980 do 23. listopadu 1990 byla částí města České Velenice v okrese Jindřichův Hradec. Od 24. listopadu 1990 jsou opět částí obce Nová Ves nad Lužnicí v okrese Jindřichův Hradec.

## Další fotografie

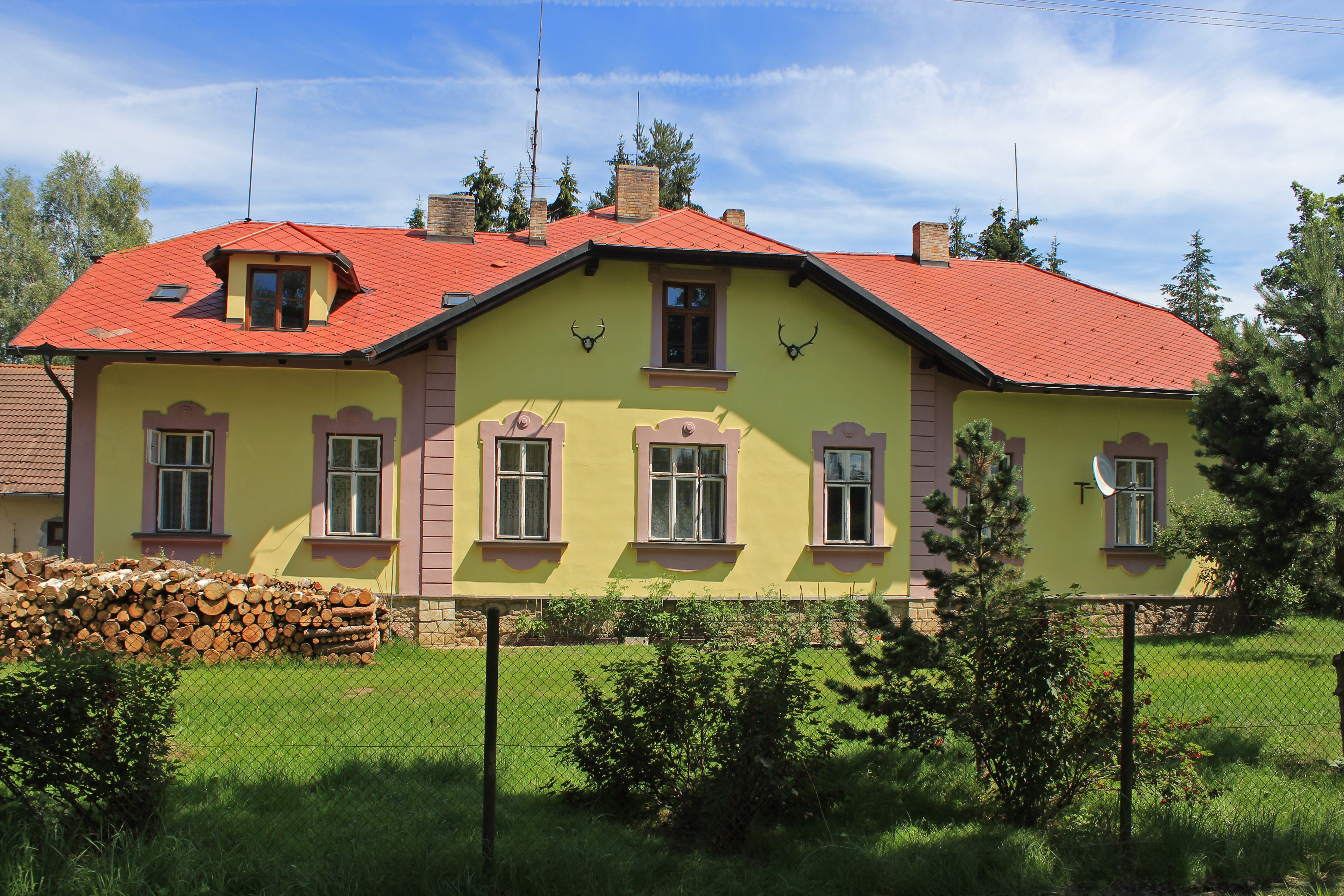
Hájovna
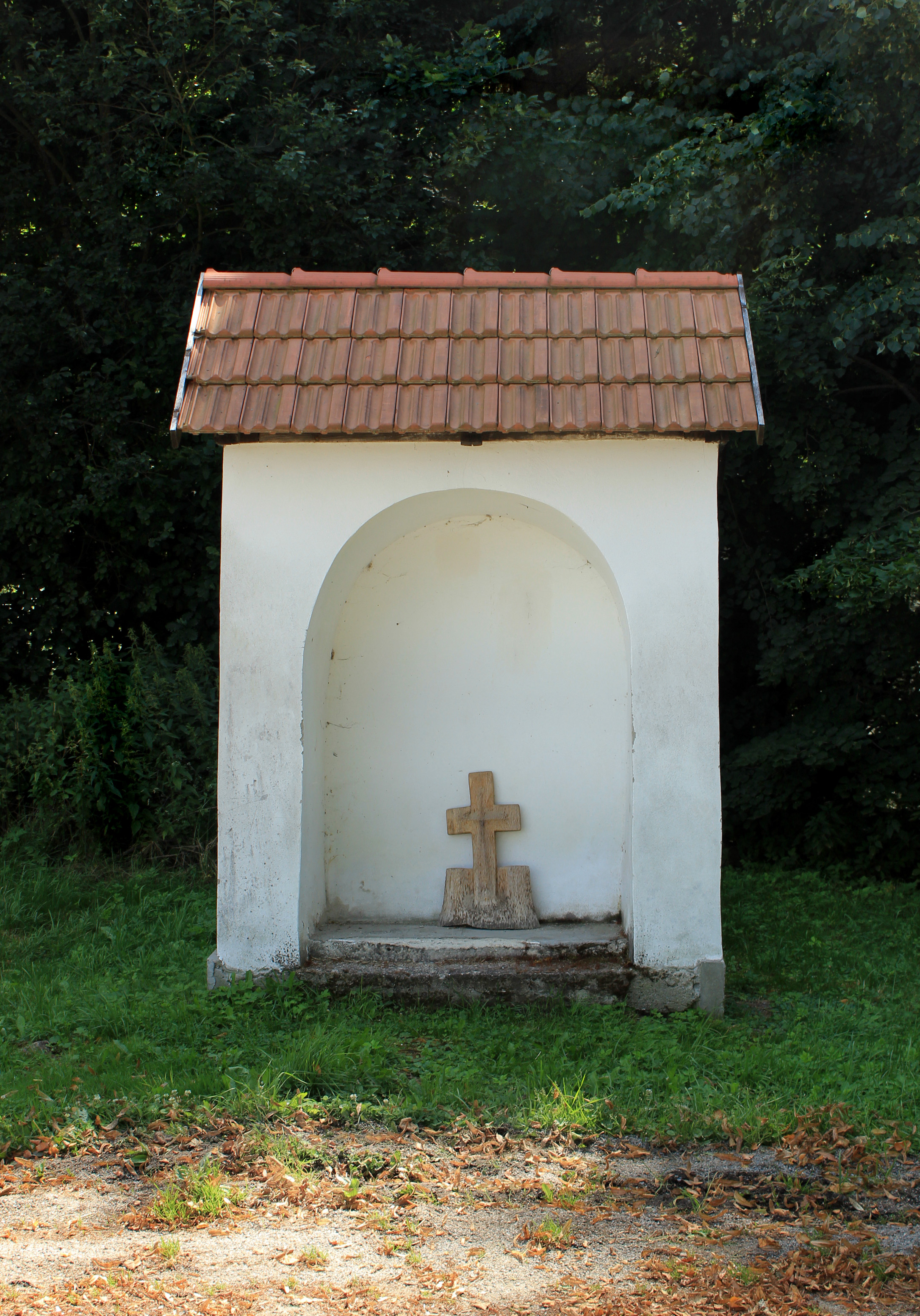
Kaplička u křižovatky
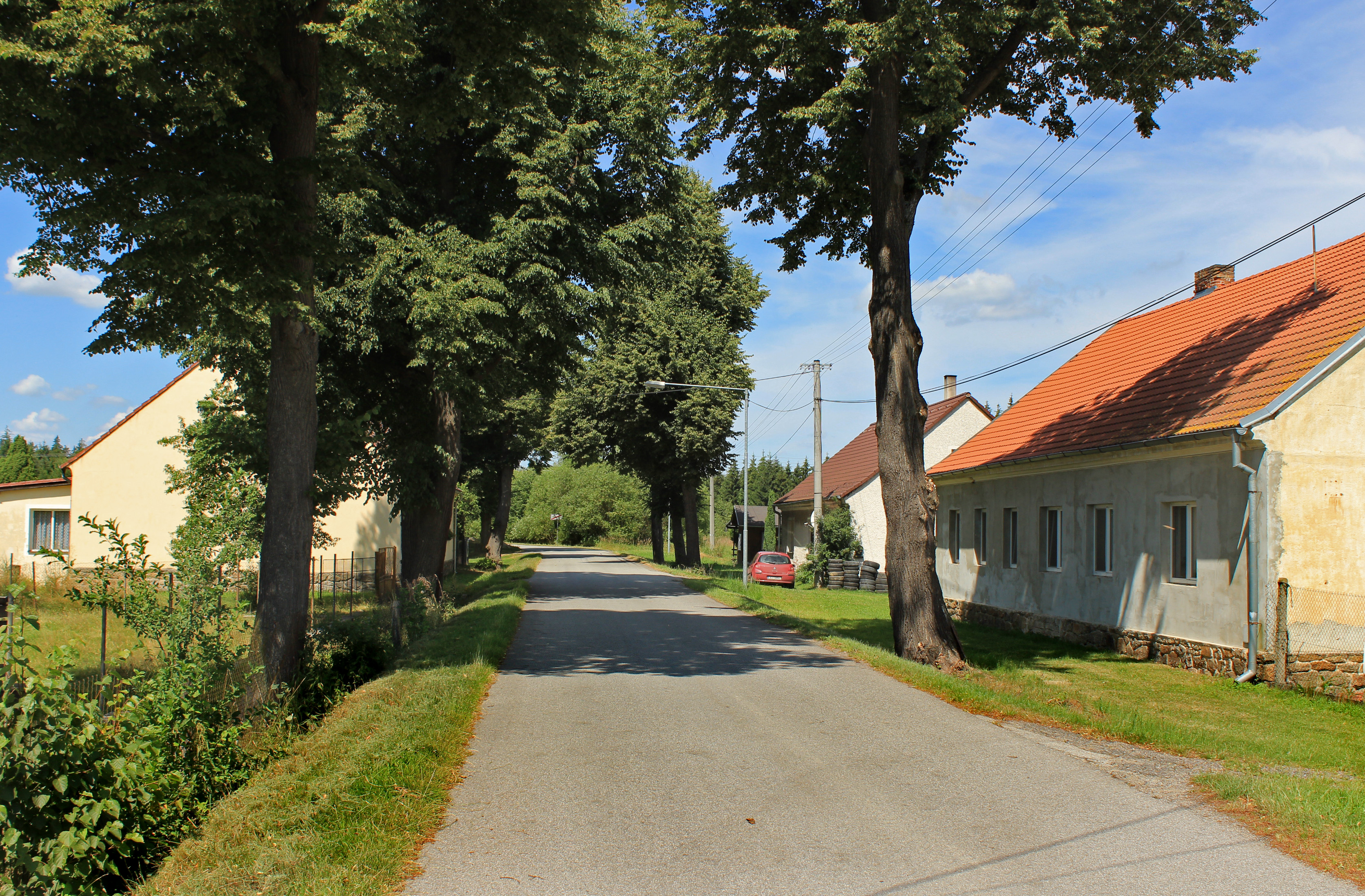
Hlavní silnice ve vesnici